# Dominion (Fernsehserie)
Dominion ist eine US-amerikanische Fernsehserie von Vaun Wilmott, die auf dem 2010 erschienenen Film Legion basiert, aber eine andere Zeitlinie hat. Sie hatte am 19. Juni 2014 beim US-Kabelsender Syfy Premiere. Im September 2014 wurde die Serie um eine zweite Staffel verlängert. Diese aus 13 Folgen bestehende Staffel wurde zwischen dem 9. Juli und 1. Oktober 2015 ausgestrahlt. Aufgrund zurückgehender Quoten wurde die Serie nach Staffel 2 eingestellt.
Die Rechte für die deutschsprachige Erstausstrahlung hatte sich Syfy gesichert. Die Ausstrahlung lief dort ab dem 8. Februar 2016.

## Besetzung und Synchronisation
Die deutschsprachige Synchronisation entstand bei SPEEECH Audiolingual Labs München unter Dialogregie von Kai Taschner.

### Hauptdarsteller
- Christopher Egan als Sgt. 1st Class Alex Lannon
- Tom Wisdom als Michael
- Roxanne McKee als Claire Riesen
- Luke Allen-Gale als William Whele
- Shivani Ghai als Arika/Evelyn
- Rosalind Halstead als Konsul Becca Thorn
- Anthony Head als Konsul David Whele
- Alan Dale als General Edward Riesen

### Nebendarsteller
- Carl Beukes als Gabriel
- Katrine De Candole als Uriel
- Langley Kirkwood als Jeep Hanson
- Kim Engelbrecht als Sergeant Noma Banks